# Ренді Едельман
Ренді Едельман (англ. Randy Edelman; нар. 10 червня 1947, Патерсон (Нью-Джерсі), США) — американський композитор і диригент.

## Біографія
Навчався в консерваторії Цинциннаті. Тоді переїхав до Нью-Йорку, де грав на фортепіано в оркестрах театрів Бродвею. У 1970-ті випустив кілька сольних альбомів. Його трек «Concrete and Clay», вийшовши 1976 року, отримав 11 місце за рейтингом у британських чартах. Як композитор кіномузики став відомий у середині 1980-х.
У 1992 році разом з Тревором Джонсом був номінований на Золотий глобус та премію BAFTA.

## Фільмографія
- Пригоди бурундучків / The Chipmunk Adventure (1987)
- Близнюки / Twins (1988)
- Загін Беверлі-Гіллз[en] / Troop Beverly Hills (1989)
- Мисливці на привидів 2 / Ghostbusters II (1989)
- Швидкі зміни / Quick Change (1990)
- Дитсадковий поліцейський / Kindergarten Cop (1990)
- Вередливий Фред[en] / Drop Dead Fred (1991)
- Крик / Shout (1991)
- Мій кузен Вінні / My Cousin Vinny (1992)
- Бетховен / Beethoven (1992)
- Останній з могікан / The Last of the Mohicans (1992)
- Дракон: Історія Брюса Лі / Dragon: The Bruce Lee Story (1993)
- Геттісберг / Gettysburg (1993)
- Бетховен 2 / Beethoven's 2nd (1993)
- Янголи на краю поля / Angels in the Outfield (1994)
- Маска / The Mask (1994)
- Біллі Медісон / Billy Madison (1995)
- Громадянин Ікс / Citizen X (1995)
- Поки ти спав / While You Were Sleeping (1995)
- Індіанець у шафі / The Indian In The Cupboard (1995)
- Прибрати перископ / Down Periscope (1996)
- У пошуках пригод / The Quest (1996)
- Серце дракона / Dragonheart (1996)
- Денне світло / Daylight (1996)
- Анаконда / Anaconda (1997)
- На риболовлю / Gone Fishin' (1997)
- В бідності і в багатстві / For Richer or Poorer (1997)
- Шість днів, сім ночей / For Richer or Poorer (1998)
- Ед із телевізора / EDtv (1999)
- Дев'ять ярдів / The Whole Nine Yards (2000)
- Шанхайський полудень / The Whole Nine Yards (2000)
- Голова обертом / Head Over Heels (2001)
- Осмозіс Джонс / Osmosis Jones (2001)
- Той, кого замовили / Who is Cletis Tout? (2001)
- Безсоння / Insomnia (2002)
- Три ікси / XXX (2002)
- Національна безпека / National Security (2003)
- Шанхайські лицарі / Shanghai Knights (2003)
- Боги і генерали[en] / Gods and Generals (2003)
- У шоу тільки дівчата / Connie and Carla (2004)
- Пережити Різдво / Connie and Carla (2004)
- Син Маски / Son of the Mask (2005)
- Суперпес / Underdog (2007)
- Кулі гніву / Balls of Fury (2007)
- 27 весіль / 27 dresses (2008)
- Мумія: Гробниця Імператора драконів / The Mummy: Tomb of the Dragon Emperor (2008)
- Заміж у високосний рік / Leap Year (2010)
- Фатальна пристрасть / The Boy Next Door (2015)